# Soulèvements de Vladivostok
Sauf précision contraire, les dates de cet article sont exprimées dans le calendrier julien. 
La Russie utilise le calendrier julien jusqu'en 1918.

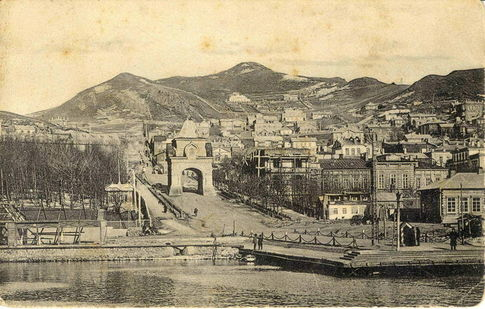
Vladivostok au début du siècle avec l'arc de triomphe de Nicolas

Les soulèvements de Vladivostok (en russe : Владивостокские восстания) sont trois soulèvements armés en 1905, 1906 et 1907  à Vladivostok (oblast de Primorié, aujourd'hui kraï du Primorié), auxquels participèrent principalement des marins, des soldats et des ouvriers. Ils se soldent par la victoire des troupes gouvernementales sur les insurgés. Les soulèvements font partie de la révolution russe de 1905.
Le premier soulèvement dure du 30 au 31 octobre 1905, le deuxième du 9 janvier au 26 janvier 1906 et la troisième du 16 au 17 octobre 1907.

## Contexte
Après les premières évènements de la révolution russe de 1905, des associations et des organisations d'ouvriers, d'employés et d'intellectuels commencèrent à apparaître à Vladivostok, qui organisèrent des cercles et des rassemblements révolutionnaires dans la ville. Les marins et les soldats de la garnison de Vladivostok, qui comptait jusqu'à 60 000 personnes, mécontents des autorités, se sont joints à ces activités. Les autorités ont renforcé le contrôle sur les grades inférieurs, interdisantaux marins et aux soldats d'assister à des rassemblements, de participer à des manifestations et de partir pour la ville. Plusieurs navires ont été contraints de quitter le port en raison de la participation de l'équipage à des activités révolutionnaires. Mais tout cela ne fit qu’accroître l’indignation des militaires.
Le 30 septembre, une manifestation a eu lieu dans les rues de Vladivostok, à laquelle ont participé 2 000 marins, 10 000 soldats du régiment de réserve de Khabarovsk et des employés du port.

## Premier soulèvement
La signature le 17 octobre 1905 (30 octobre dans le calendrier grégorien) par l'empereur Nicolas II de Russie sous l'influence de Serge Witte du Manifeste d'octobre est relayé par les journaux du Primorié à partir du 21 octobre et le même jour, la première manifestation de Vladivostok a lieu. Le 26 octobre, lors d'une manifestation organisée par la Société des lectures folkloriques, environ 3 000 personnes participent, dont des soldats et marins. Le mécontentement croit au sein de l'armée à Vladivostok, dans l'après-midi du 30 octobre 1905 (12 novembre dans le calendrier grégorien), la foule commença à détruire les magasins du bazar, à organiser des émeutes de rue et des incendies criminels. Des patrouilles d'officiers et des demi-compagnies des régiments locaux ont été envoyées au bazar. Des pogroms de masse et des incendies ont eu lieu, au cours desquels plus de 180 personnes ont été blessées et tuées, tandis que les pertes se sont chiffrées de 8 à 10 millions de roubles impériaux. Ensuite, plusieurs bataillons et un régiment de l'île Rousski furent appelés dans la ville pour réprimer le soulèvement. Dans la soirée, les rebelles commencèrnt à incendier : Matrosskaïa Sloboda (un quartiers habités par des marins retraités), le tribunal militaire de district, l'assemblée navale et quelques magasins,.
Le 31 octobre, les rebelles, dont beaucoup étaient ivres, s'emparèrent du corps de garde, de la prison militaire et du poste de garde, les détruisirent et libérèrent les personnes arrêtées. À la fin de la journée, presque tout Vladivostok était entre leurs mains. Les troupes tsaristes, convoquées par le chef de la garnison de Vladivostok, ont peut-être refusé de tirer sur les rebelles et certains soldats se sont ralliés à eux. Cependant, les organisations révolutionnaires de la ville étaient faibles et peu nombreuses, même les marins et les soldats eux-mêmes n'avaient pas de direction forte, ils se sont rebellés spontanément, détruisant tout autour d'eux, de sorte que les autorités ont pu facilement réprimer le soulèvement, promettant d'accomplir certaines des revendications des rebelles et expulser de la ville les unités les plus révolutionnaires.
Le 12 novembre, le « soulèvement de Port Arthur » éclate à Vladivostok, mené par les participants à la bataille de Port-Arthur revenus de captivité au Japon, où les manifestants ont vaincu des officiers. Mais dans les jours qui suivirent, le soulèvement fut réprimé.

## Deuxième révolte
Elle a été provoquée par l'introduction de la loi martiale au Primorié le 6 novembre 1905 (19 novembre dans le calendrier grégorien) et le début des arrestations massives. Le 3 décembre 1905, les ouvriers du chemin de fer d'Oussouri (une partie du Transsibérien entre Khabarovsk et Vladivostok) déclenchèrent une grève et prirent le contrôle de l'infrastructure ferroviaire. Toujours en décembre 1905, par signe de solidarité, les ouvriers des postes et télégraphes et les employés de Khabarovsk font grève, interrompant les transmissions pendant plusieurs jours entre les deux extrémités du pays,. Le 6 décembre, 5 000 soldats et marins se sont rassemblés et ont élu un comité exécutif des rangs inférieurs de la garnison de Vladivostok pour coordonner les actions de toutes les unités militaires, composé de 12 personnes, qui était essentiellement le Conseil des députés des soldats. Le comité a présenté au commandant de la forteresse de Vladivostok les revendications des soldats et des marins formulées lors des réunions du 7 au 12 décembre, mais le commandant a refusé de répondre à ces demandes. Le 9 janvier, les marins de l'équipage sibérien s'emparèrnt d'un entrepôt contenant des armes. Le lendemain, au cirque, libéraux et sociaux-démocrates ont organisé une réunion de milliers de personnes, au cours de laquelle ils ont appelé les soldats et les marins à poursuivre leur lutte contre l'autocratie. Après le rassemblement, 2 000 manifestants armés ont décidé de se diriger vers le quartier général de la forteresse. Un conflit armé éclata entre eux et les forces gouvernementales de la forteresse.
Le 10 janvier 1906, à l'anniversaire du Dimanche sanglant, une manifestation a lieu. Elle est réprimée par ordre du commandant de la ville Andreï Selivanov, avec des tirs de mitrailleuses qui ont été ouverts sur les manifestants. Il y avait environ 90 personnes tuées et blessées des suites de la répression. En réponse à la répression, le e 11 janvier, les artilleurs de la batterie Innokentievskaïa se soulevèrent dans la ville , et les autorités ont été paralysé, submergées par les manifestants. Les militaires furent rejoints par une partie de la garnison de la ville, les équipages de plusieurs navires de la flotte. Ils ont forcé le régiment cosaque de Verkhnéoudinsk à quitter la ville, ont libéré les personnes arrêtées et, en fait, le pouvoir sur la ville a été pris par les révolutionnaires. Le 16 janvier, les funérailles des victimes ont eu lieu devant une foule immense, tandis que la ville était aux mains des insurgés. Mais dans la nuit du 23 janvier, les troupes cosaque du général Pavel Michtchenko sont entrées dans Vladivostok, et les insurgés ont été désarmés, désarmement qui a eu lieu jusqu'au 26. Plus de 2 000 personnes ont été traduites en justice, 85 ont été condamnés à mort (mais 29 d'entre elles ont été exécutées), et les autres ont été envoyées aux travaux forcés.

## Troisième rébellion
En 1906 et en 1907, les forces antigouvernementales étaient menées au Primorié par les partis de gauche, avec le parti ouvrier social-démocrate (POSDR), les socialistes révolutionnaires (SR) mais aussi les anarchistes. Au début de 1907, le POSDR de Vladivostok s'est considérablement renforcé, avec la création d'une imprimerie clandestine et la création de liens avec les cellules de Khabarovsk et de Nikolsk-Oussouriïsk,.
En avril 1907, le groupe Vladivostok du POSDR améliore son organisation. Il avait peur d'organiser un nouveau soulèvement, car il pensait qu'il était voué à l'échec et ne conduirait qu'à une nouvelle vague de persécution des révolutionnaires. Toujours en avril à Vladivostok, à un congrès du SR, l'Union d'Extrême-Orient du parti socialiste-révolutionnaire est créé. Mais après le coup de force du 3 juin 1907, la répression des organisations révolutionnaires a lieu. Le 11 juillet 1907 (24 juillet dans le calendrier grégorien), des membres de l'armée de Vladivostok appartenant aux sociaux-démocrates sont arrêtés et leur chef est exécuté. La censure est mise en place à travers le pays, tout comme la répression des syndicats et partis politiques.
Les sociaux-révolutionnaires appellèrnt néanmoins les soldats et les marins à un nouveau soulèvement. L'une des raisons en était la condamnation à mort d'un groupe de soldats des mines et les représailles contre d'autres révolutionnaires. Le matin du 16 octobre, dans la région de la baie de Diomède, des mineurs se révoltèrent et ouvriers et marins les suivirent dans le port militaire. Ces protestations furent réprimées, mais le matin du 17 octobre, les rebelles capturèrent les destroyers "Skory" , "Serdity", "Bodriy" et "Trevojny". Les bateaux "Serdity" et "Trevojny"  furent bientôt libérés des rebelles, et le destroyer "Skory" ouvrit le feu sur la maison du gouverneur et d'autres bâtiments administratifs. En conséquence, une femme est décédée. Ensuite, le Skory a essuyé des tirs de destroyers gouvernementaux et il a été relâché. Les troupes gouvernementales, disposant d'une supériorité en forces, réprimèrent à nouveau le soulèvement ; tous les ouvriers du port militaire ont été licenciés, les participants au soulèvement ont été jugés par le tribunal du district militaire de l'Amour du 12 novembre 1907 au 13 mars 1908. 46 participants au soulèvement ont été condamnés à mort, les autres ont été envoyés aux travaux forcés ou aux bataillons disciplinaires, aux prisons militaires.

## Suites
Dans les années qui suivent, malgré la censure et les répressions, la vie politique s'installe dans la région, avec des conférences, organisations marchandes, syndicats, grèves et autres. Des affrontements ont lieu régulièrement entre la police et les militants, ainsi que des grèves, avec 523 mouvements sociaux dans l'oblast de Primorié rien que pour l'année 1913, dont 187 rien qu'à Vladivostok. En réponse à ces mouvements, le 1er septembre 1913 (14 septembre dans le calendrier grégorien), l'inspection des usines de l'oblast est introduite.